# Bad Chopper
I Bad Chopper sono una band punk statunitense formatasi a Long Island, New York nel giugno del 2000.
È composta da C.J. Ramone (voce e basso), Mark Sheehan (chitarra e batteria quando necessario), Brian Costanza (seconda chitarra) e John Evicci (batteria nei tour).

## Storia del gruppo
La band originariamente si chiamava The Warm Jets e sotto questo nome, pubblicarono un singolo, (She Says b/w Diabla).
Hanno dovuto cambiare nome perché esisteva un'altra band, inglese, con lo stesso nome, The Warm Jets.
Durante un tour in Sud America nel settembre 2001, John Chadwick non poté essere presente e quindi lasciò il gruppo.
Nei tour Mark (originariamente alla batteria) passa alla chitarra per poter permettere al gruppo di avere due chitarristi sul palco ed al suo posto subentra John Evicci alla batteria.
Hanno pubblicato un album omonimo in versione cd nel mese di novembre del 2007 ed in versione vinile nel febbraio del 2008.

## Formazione[2]

### Attuale
- C.J. Ramone - basso e voce
- Mark Sheehan - batteria, chitarra e voce d'accompagnamento
- Brian Costanza - chitarra
- John Evicci - batteria (in tour)

### Ex-componenti
- John Chadwick - chitarra (2000 - 2001[1])

## Discografia

### Album in studio
- 2007 - Bad Chopper

### Singoli
- 2000 - (She Says b/w Diabla)
- 2003 - Real Bad Time